# Почесний громадянин Сумської області
Почесний громадянин Сумської області — обласна відзнака Сумської області, якою відзначаються видатні заслуги громадян, які зробили вагомий внесок у розвиток Сумщини в різних галузях. Зокрема, економіки, науки, освіти, охорони здоров'я, культури, мистецтва, спорт, виявили відвагу при порятунку життя людей та мужність при виконанні військового обов'язку і ліквідації наслідків надзвичайних ситуацій, за багаторічну активну господарську, благодійну, просвітницьку, громадську й іншу діяльність, що сприяла підвищенню ролі та авторитету регіону в Україні і на міжнародній арені.

## Про відзнаку
Заснована рішенням шостої сесії восьмого скликання Сумської обласної ради «Про заснування звання „Почесний громадянин Сумської області“» від 18 червня 2021 року. Громадське обговорення проєкту Положення проходило з 2 по 16 червня 2021 року у формі електронних консультацій з громадськістю. Проєкт Положення розроблено відповідно до Господарського кодексу України, Цивільного кодексу України та Закону України «Про місцеве самоврядування в Україні».

## Нагородження
Вручатиметься почесний знак та посвідчення «Почесного громадянина Сумської області», а імена нагороджених будуть вписуватися в спеціальну книгу почесних громадян Сумської області. Це можуть бути жителі Сумської області, інших регіонів України та іноземні громадяни.

## Джерело
- › 8-sklykannja › category Рішення Сумської обласної ради від 18 червня 2021 року № 2006 «Про заснування звання «Почесний громадянин Сумської області»».